# Parallelia derubida
Parallelia derubida là một loài bướm đêm trong họ Erebidae.